# Andrew Graham
Andrew Graham (ur. 8 kwietnia 1815, zm. 5 listopada 1908) – irlandzki astronom, odkrył planetoidę (9) Metis w 1848 roku.

## Życiorys
Pracował nad katalogiem gwiazd Markree Catalogue.
Pomimo zbieżności nazwy, planetoida (3541) Graham nie została nazwana jego nazwiskiem.